# Delaj
Delaj (cyr. Делај) – wieś w Czarnogórze, w gminie Tuzi. W 2011 roku liczyła 24 mieszkańców.